# Jacintho Leite Filho
Jacintho José Nunes Leite Filho, foi um Engenheiro e empresário, nasceu em Maceió, Alagoas em 12 de novembro de 1880.
Era filho do comendador Jacintho Nunes Leite e de sua esposa Maria Thereza de Jesus.
Se formou em Engenharia em Colônia, Alemanha e Liverpool, Inglaterra e se formou em todos os cursos de Engenharia de sua época.
Em 4 de novembro de 1897 ele foi aprovado na prova oral de Algebra e em 10 de novembro foi aprovado com distinção em geometria e trigonometria.
Em maio de 1899 ele foi juiz de pista do Velo-Sport, corrida de bicicletas em homenagem a sociedade Perseverança e Auxilio dos Caixeiros de Maceió, em julho de 1899 em homenagem ao governador de Alagoas Francisco Manoel dos Santos Pacheco, e em agosto de 1899 ele foi juiz de partida.
Em novembro de 1899 Jacintho Filho saiu ferido de um confronto entre estudantes do Lyceu Provincial de Alagoas.
Em 31 de janeiro de 1904 ele foi aprovado plenamente no curso de Agrimensura do Lyceu Provincial de Alagoas.
Em 18 de setembro de 1906 ele já era formado em Agrimensura, e em setembro de 1908 era engenheiro da União Mercantil.
Em 15 de julho de 1909 o engenheiro Jacintho Filho fazia parte da comissão fiscal da Cooperadora Alagoana e em 1916 se tornou ele se tornou diretor.
Em 12 de novembro de 1909 era diretor técnico da Fábrica da União Mercantil e foi o responsável pela instalação dos maquinários importados.

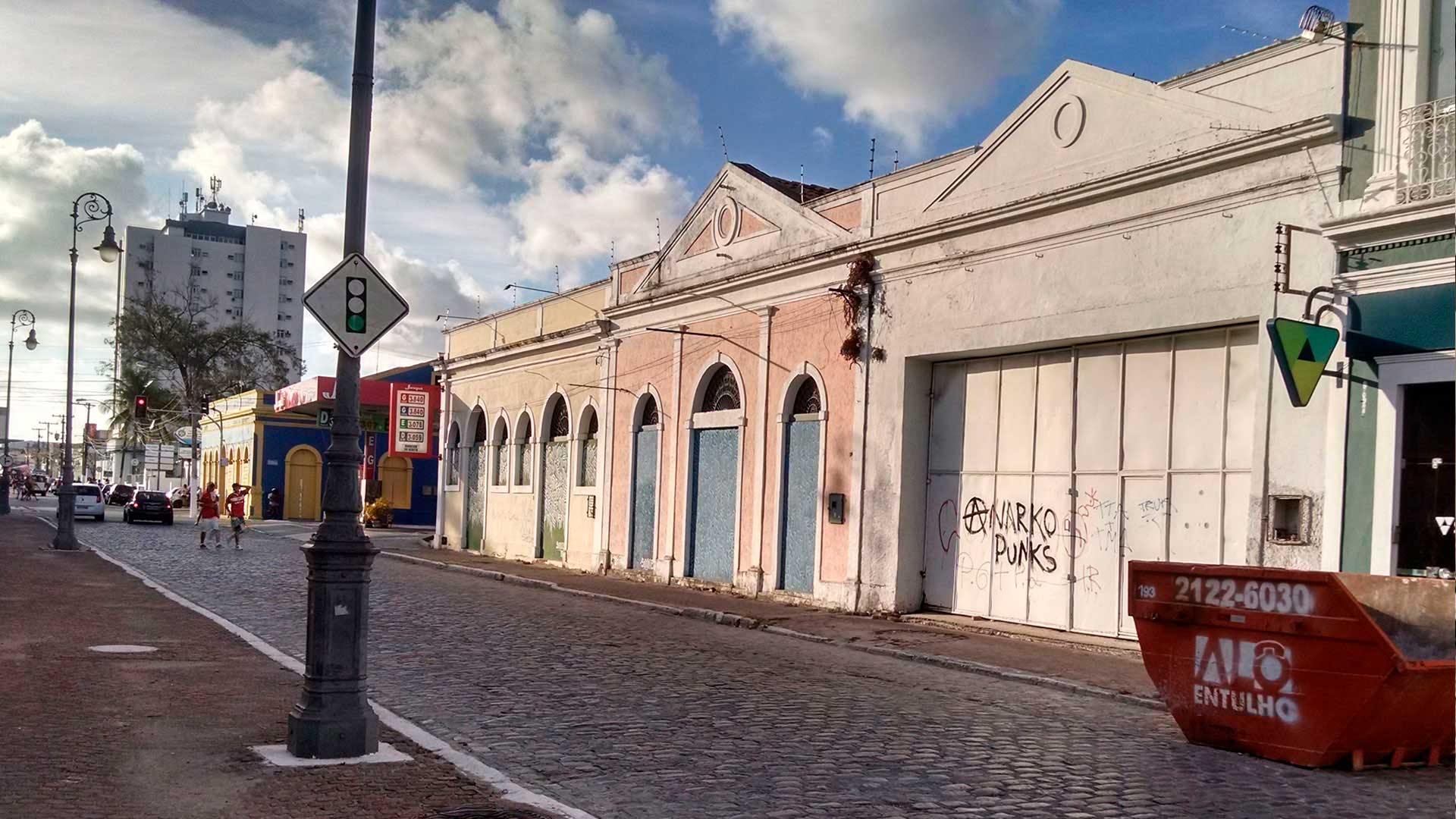
Antiga Fundição Alagoana, rua Sá e Albuquerque, RELU, 2016

Em abril de 1910 foi criada a firma Jacintho Leite, Filho & Costa, composta pelo engenheiro Jacintho Leite Filho e por Caetano de Albuquerque Silva Costa, marido de sua irmã Emilia Nunes Leite, e Jacintho Leite Filho se tornou proprietário e diretor da Fundição Alagoana. A fundição foi construída pelo seu pai, o comendador Jacintho Nunes Leite em 1883 e foi a primeira fundição do estado de Alagoas.
Em 31 de dezembro de 1910 ele deixou a direção técnica da fábrica de tecidos da Companhia União Mercantil.
Em março 1911 a Fundição Alagoana foi responsavel pela fabricação da lancha Oswaldo Cruz para a Inspectoria de Saude do Porto.
Em 14 de agosto de 1911 o sócio Caetano de Albuquerque da Silva Costa saiu da firma Jacintho Leite, Filho & Costa, passando a ter como único integrante o engenheiro Jacintho Filho.
Em 31 de janeiro de 1920 foi inaugurada a fábrica de vidros Leite & Leite em Bebedouro, a primeira de Alagoas, que tinha como Proprietários o engenheiro Jacintho Leite Filho, Dr. Antonio Nunes Leite e  Maria Nunes Leite. A construção da fábrica custou 300:000$000 de Réis e na época foi considerada a maior do Norte e Nordeste e uma da mais bem equipadas do Brasil, o maquinário foi comprado na europa pelo Jacintho Filho.
Ele tinha um estabelecimento comercial chamado Jacintho Leite na praça de Bebedouro.
Faleceu em 26 de março 1920 em Bebedouro, Maceió.